# Dom przy ul. Kościelnej 12 w Nowej Rudzie
Dom przy ul. Kościelnej 12 w Nowej Rudzie – jednokondygnacyjny budynek mieszkalny, zlokalizowany w  noworudzkim centrum, ustawiony szczytem do ulicy. Budynek pochodzący z XVII wieku ma ciekawy portal, bryłę i sklepienia zachowane na parterze. W piwnicy budynku znajduje się studnia, do której było kiedyś bezpośrednie wejście od strony ulicy, umieszczone w murze oporowym. 

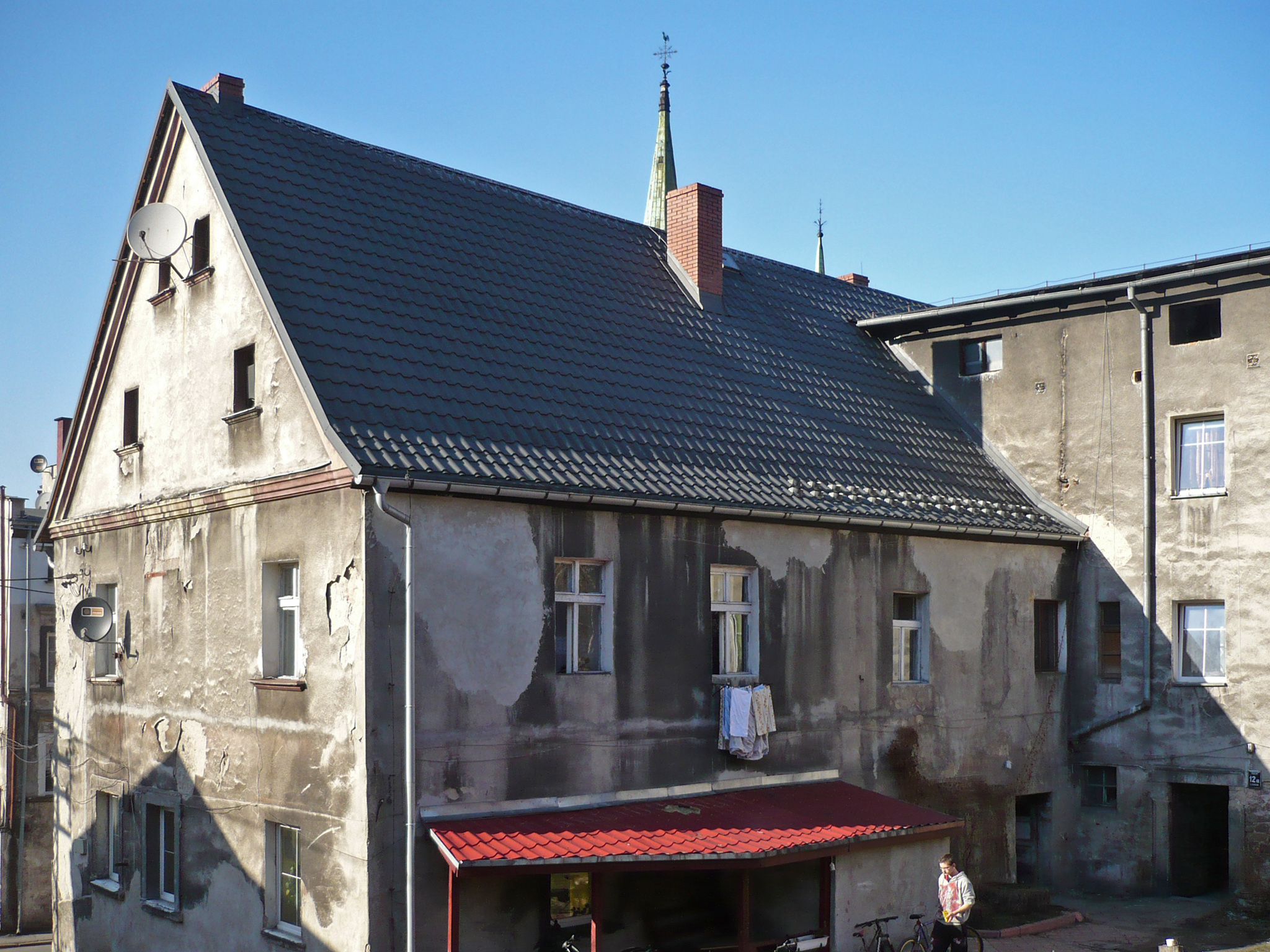
Zaplecze domu
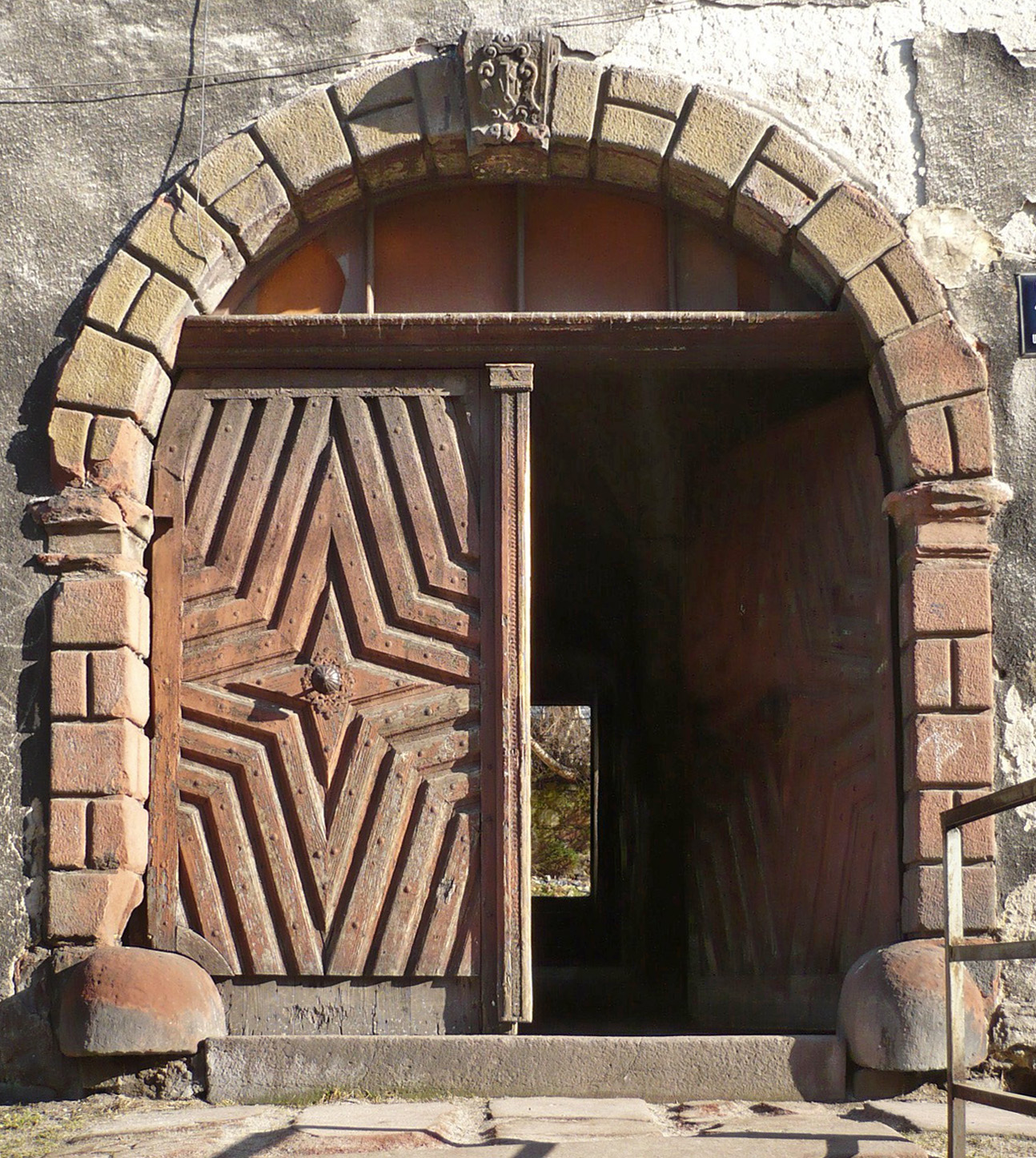
Portal
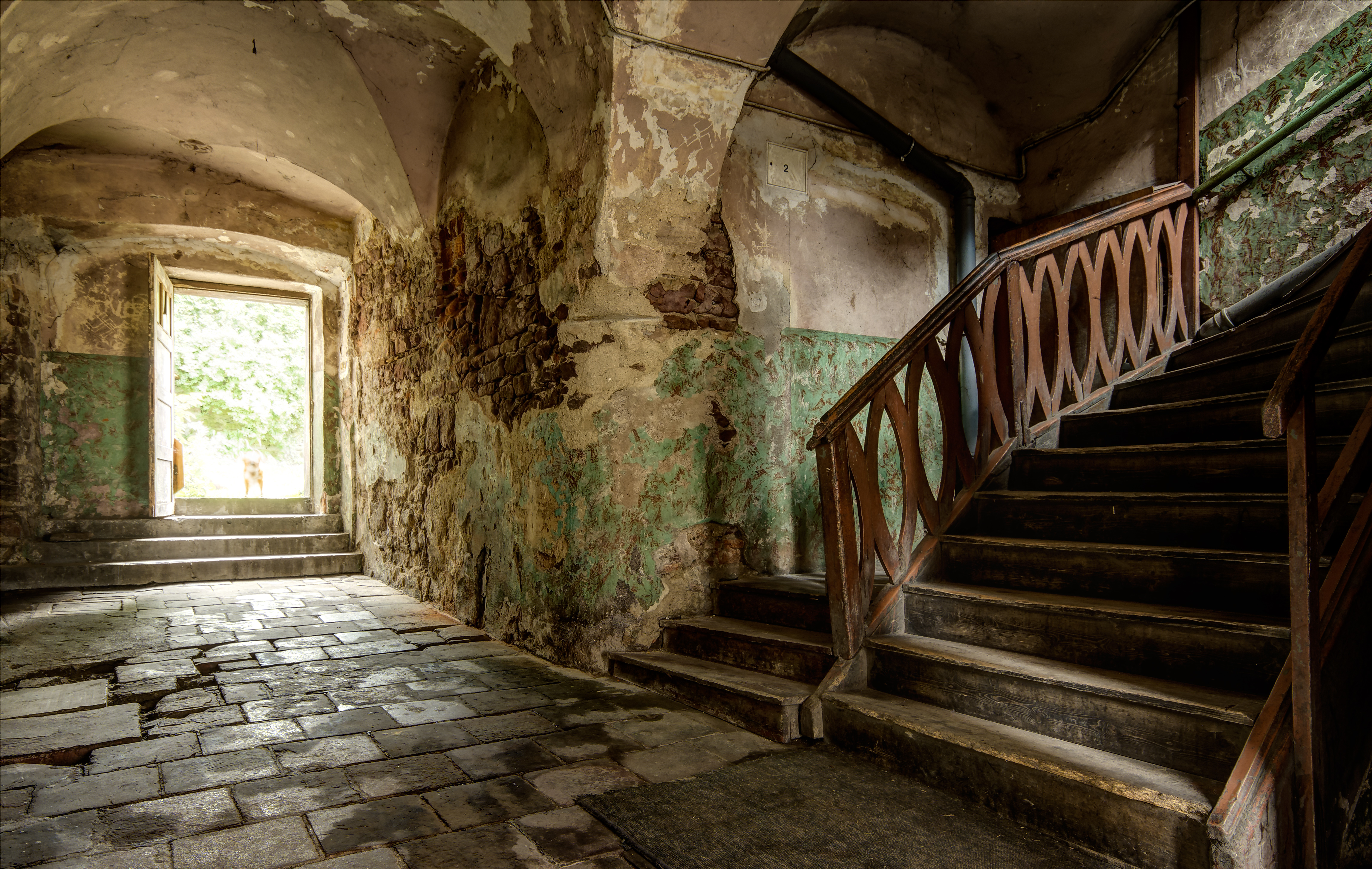
Sień
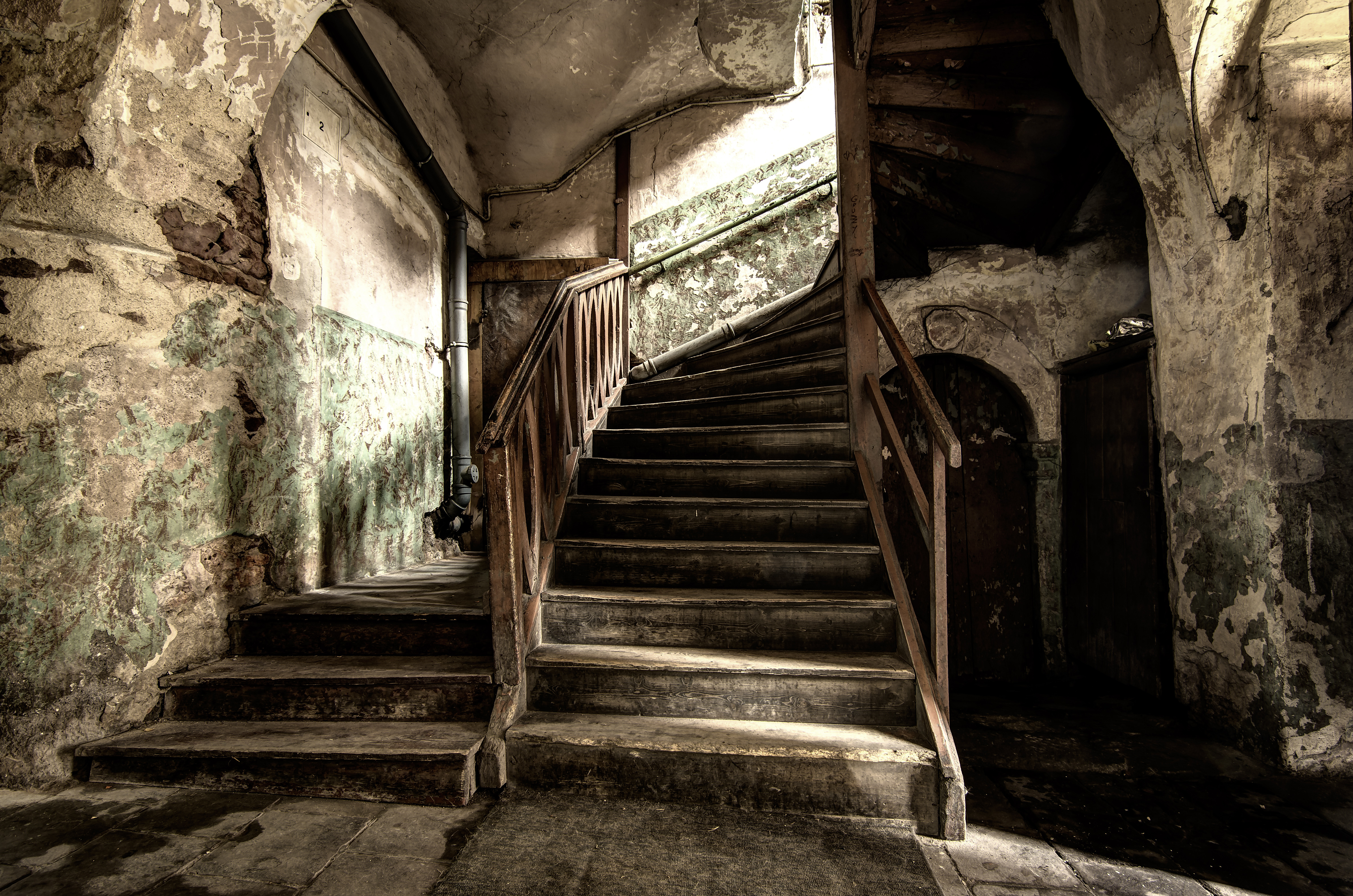
Sień
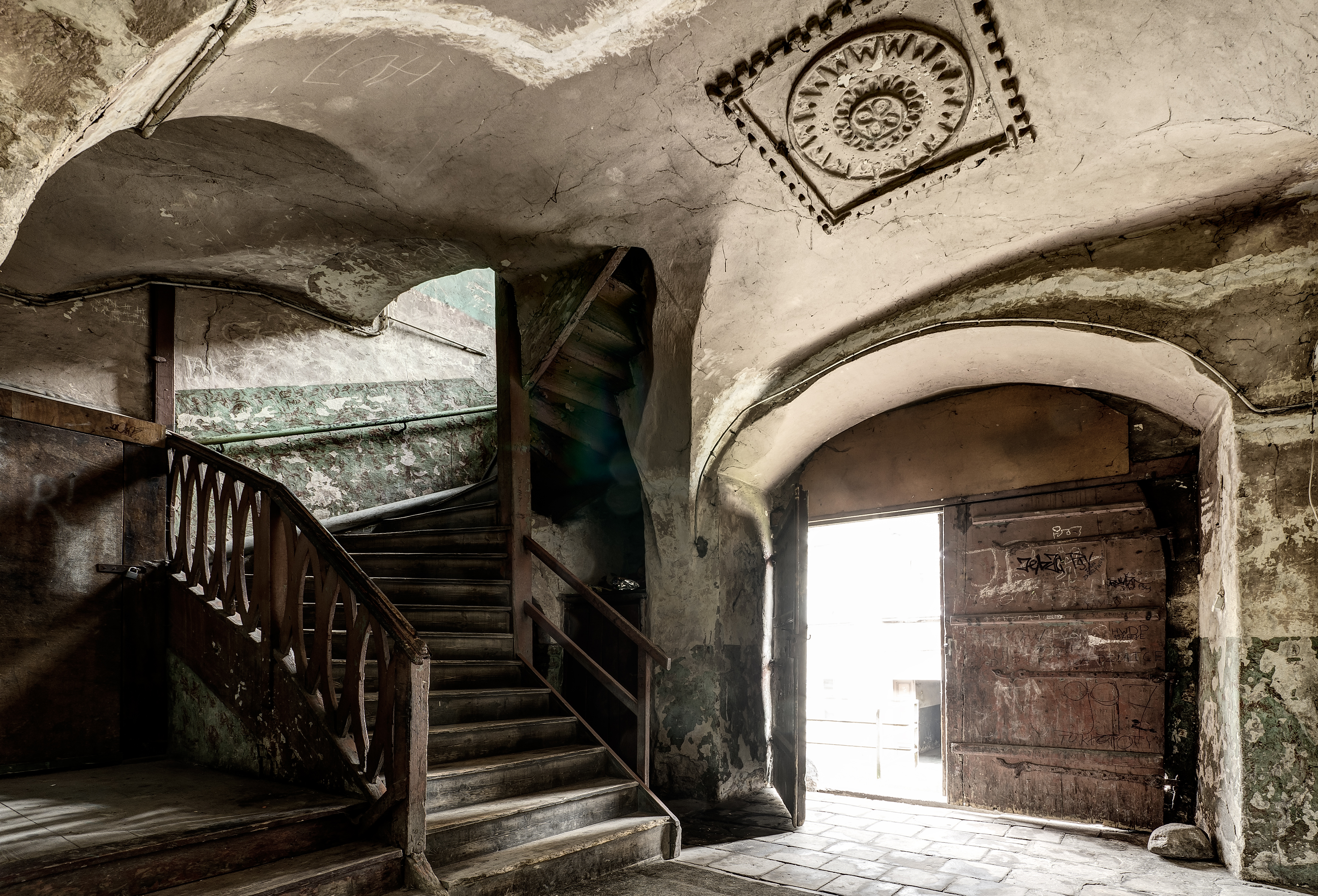
Sień
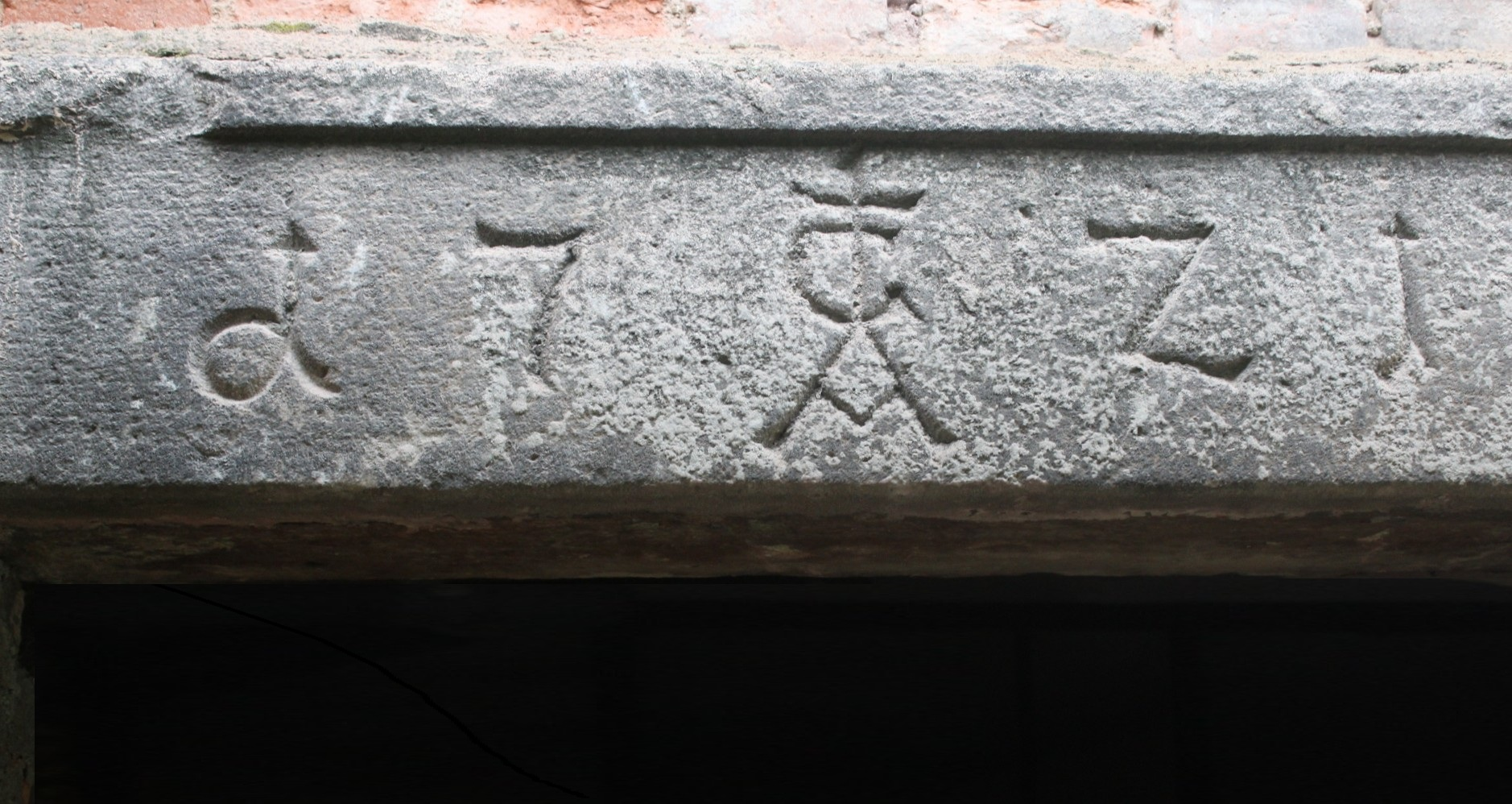
Napis na portalu od zaplecza